# Puissance parfaite

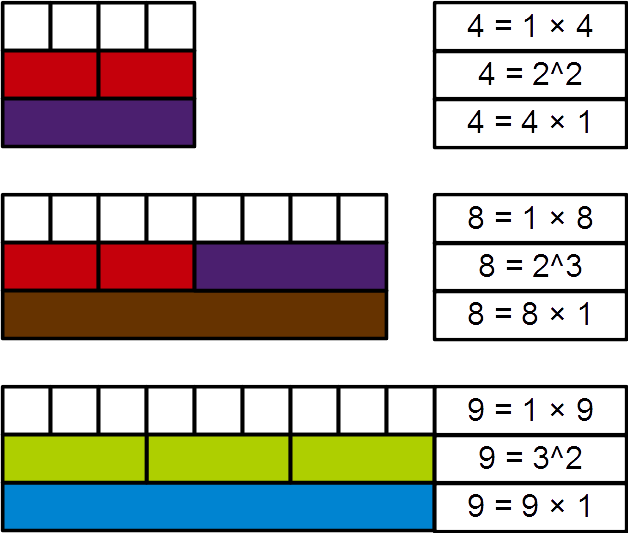
Représentation graphique du carré puis du cube parfait de 2, ainsi que le carré parfait de 3

En mathématiques, une puissance parfaite est un entier naturel qui peut être exprimé sous la forme d'un carré ou d'une puissance entière supérieure ou égale à 2 d'un entier lui aussi supérieur ou égal à 2. Plus formellement, n est une puissance parfaite s'il existe des entiers naturels {\displaystyle a\geqslant 2}, et {\displaystyle k\geqslant 2} tels que {\displaystyle n=a^{k}} . Dans ce cas, n est  appelé une puissance k-ième parfaite . Si {\displaystyle k=2} ou {\displaystyle k=3},  n est appelé un carré parfait ou un cube parfait. Parfois, 0 et 1 sont également considérés comme des puissances parfaites (puisque {\displaystyle 0^{k}=0} pour tout {\displaystyle k>0}, {\displaystyle 1^{k}=1} pour tout {\displaystyle k}).
En tant que nombre figuré, une puissance parfaite (1 y compris), est un nombre hypercubique.

## Exemples et sommes
La liste croissante des puissances parfaites (en conservant les répétitions) est donnée par la suite A072103 de l'OEIS :
{\displaystyle 2^{2}=4,\ 2^{3}=8,\ 3^{2}=9,\ 2^{4}=16,\ 4^{2}=16,\ 5^{2}=25,\ 3^{3}=27,} {\displaystyle 2^{5}=32,\ 6^{2}=36,\ 7^{2}=49,\ 2^{6}=64,\ 4^{3}=64,\ 8^{2}=64,\dots }
La somme des inverses des puissances parfaites (y compris les doublons tels que {\displaystyle 3^{4}} et {\displaystyle 9^{2}}, tous deux égaux à 81) est égale à 1 :
{\displaystyle \sum _{a=2}^{\infty }\sum _{k=2}^{\infty }{\frac {1}{a^{k}}}=1,}
ce qui peut se montrer comme suit :
{\displaystyle \sum _{a=2}^{\infty }\sum _{k=2}^{\infty }{\frac {1}{a^{k}}}=\sum _{a=2}^{\infty }{\frac {1}{a^{2}}}\sum _{k=0}^{\infty }{\frac {1}{a^{k}}}=\sum _{a=2}^{\infty }{\frac {1}{a^{2}}}\left({\frac {a}{a-1}}\right)=\sum _{a=2}^{\infty }{\frac {1}{a(a-1)}}=\sum _{a=2}^{\infty }\left({\frac {1}{a-1}}-{\frac {1}{a}}\right)=1\,.}
La liste croissante des puissances parfaites obtenue en supprimant les répétitions est donnée par la suite A001597 de l'OEIS :
(parfois 0 et 1), 4, 8, 9, 16, 25, 27, 32, 36, 49, 64, 81, 100, 121, 125, 128, 144, 169, 196, 216, 225, 243, 256, 289, 324, 343, 361, 400, 441, 484, 512, 529, 576, 625, 676, 729, 784, 841, 900, 961, 1000, 1024, ...
La somme des inverses des puissances parfaites sans répétitions (excluant 1) est :
{\displaystyle \sum _{n\in P}{\frac {1}{n}}=\sum _{k=2}^{\infty }\mu (k)(1-\zeta (k))\approx 0,874464368\dots }
où {\displaystyle P} est l'ensemble des puissances parfaites, μ est la fonction de Möbius et ζ la fonction zêta de Riemann ; voir la suite A072102 de l'OEIS.
Selon Euler, Goldbach a montré (dans une lettre aujourd'hui perdue) que la somme des 1/n − 1 où n décrit l'ensemble des puissances parfaites, excluant 1 et excluant les répétitions, est égale à 1 :
{\displaystyle \sum _{n\in P}{\frac {1}{n-1}}={{\frac {1}{3}}+{\frac {1}{7}}+{\frac {1}{8}}+{\frac {1}{15}}+{\frac {1}{24}}+{\frac {1}{26}}+{\frac {1}{31}}}+\cdots =1.}
On trouvera sur la page : théorème de Goldbach-Euler, la "démonstration" originelle de Goldbach, non conforme aux standards actuels de rigueur, ainsi qu'une démonstration se ramenant à la somme des inverses des puissances parfaites avec les répétitions données ci-dessus.

## Détecter les puissances parfaites
Déterminer si oui ou non un entier naturel donné n est une puissance parfaite peut être accompli de différentes manières, avec différents niveaux de complexité. L'une des méthodes les plus simples consiste à considérer toutes les valeurs possibles de k sur chacun des diviseurs de n, jusqu'à {\displaystyle k\leqslant \log _{2}n} . Donc si les diviseurs de {\displaystyle n} sont {\displaystyle n_{1},n_{2},\dots ,n_{j}} alors une des valeurs {\displaystyle n_{1}^{2},n_{2}^{2},\dots ,n_{j}^{2},n_{1}^{3},n_{2}^{3},\dots } doit être égal à n si n est une puissance parfaite.
Cette méthode peut être immédiatement simplifiée en ne considérant que les valeurs premières de l'entier {\displaystyle k} . En effet, si {\displaystyle n=a^{k}} pour un nombre composé {\displaystyle k=dp} où {\displaystyle p} est premier, alors cela peut simplement être réécrit sous la forme {\displaystyle n=a^{k}=a^{dp}=(a^{d})^{p}} . Grâce à ce résultat, la valeur minimale de {\displaystyle k} est nécessairement première.
Si la factorisation complète de n est connue, disons {\displaystyle n=p_{1}^{\alpha _{1}}p_{2}^{\alpha _{2}}\cdots p_{r}^{\alpha _{r}}} où les {\displaystyle p_{i}} sont des nombres premiers distincts, alors n est une puissance parfaite si et seulement si {\displaystyle \operatorname {pgcd} (\alpha _{1},\alpha _{2},\ldots ,\alpha _{r})>1} où pgcd désigne le plus grand diviseur commun. Par exemple, considérons {\displaystyle n} = 2 96 ·3 60 ·7 24 . Puisque pgcd(96, 60, 24) = 12, n est une puissance douzième parfaite (et une puissance sixième, quatrième, un cube et un carré parfaits, puisque 6, 4, 3 et 2 divisent 12).

## Écarts entre puissances parfaites
En 2002, le mathématicien roumain Preda Mihăilescu a montré que la seule paire de puissances parfaites consécutives est 2 3 = 8 et 3 2 = 9, prouvant ainsi la conjecture de Catalan.
La conjecture de Pillai énonce que pour tout entier strictement positif {\displaystyle k} donné, il n'y a qu'un nombre fini de paires de puissances parfaites dont la différence est {\displaystyle k} . C'est un problème non résolu.